# Hyung (película)
Hyung (en hangul, 형) es una película surcoreana de comedia y drama protagonizada por Jo Jung Suk, Do Kyung Soo y Park Shin Hye. Fue lanzada en Corea del Sur por CJ Entertainment el 23 de noviembre de 2016. La película fue una de las mejores que se estrenó en la misma semana y alcanzó más de un millón de vistas en un plazo de cuatro días desde su lanzamiento. La película obtuvo tres millones de vistas en la mitad de diciembre.

## Sinopsis
El atleta de Judo Doo Young (Do Kyung Soo) daña sus nervios ópticos durante un evento internacional y pierde su vista permanentemente. Su hermano mayor, Doo Shik (Jo Jung Suk), ha sido separado de Doo Young, se aprovecha de la repentina crisis de su hermano para ser liberado de la prisión. A Doo Young, que perdió a sus padres en un accidente en su adolescencia y tuvo que defenderse por sí mismo desde entonces, la noticia de que Doo Sik regresa a casa es un estrés adicional para tratar. Apenas se ajusta al hecho de que ahora está ciego por el resto de su vida, pero ahora tiene que lidiar con el estafador de su hermano. Aunque vacilante al principio, Doo Young lentamente facilita a su hermano mayor, que poco a poco se hace cargo y le ayuda a adaptarse a su discapacidad. Justo cuando los dos hermanos están empezando a reformar su relación familiar, Doo Sik descubre que está en la etapa final del cáncer terminal. Sólo tiene poco tiempo para despedirse de su hermano y ayudarlo a ganar oro en los Juegos Paraolímpicos de Río, lo que asegurará su futuro.

## Elenco

### Elenco principal
- Jo Jung Suk como Doo Shik.
  - Jeon Ha Neul como Doo Shik joven.
- Do Kyung Soo como Doo Young.
  - Jung Ji Hoon como Doo Young joven.
- Park Shin Hye como Lee Soo Hyun.[10]

### Otros
| - Kim Kang Hyun como Dae Chang. - Ji Dae Han como Director de los Atletas Nacionales. - Lim Chu Hyung como Jong Neon Nam. - Lee Do Yeon como chica en un club con Doo Young. - Kim Jin Hee como chica en un club con Doo Shik. - Son San como Auditor de libertad condicional. - Shim Hoon Gi como Auditor de libertad condicional. - Jung Jae Jin como dueño del supermercado. - Moon Ji Hyun como personal del banco. - Kang Doo como distribuidor de automóviles extranjeros. - Goo Hye Ryung como personal del departamento de rehabilitación. - Lee Sang Hoon como personal del departamento de rehabilitación. - Jung Yoo Jin como joven enamorada. - Park Jae Han como policía. - Son Mi Hee como enfermera de pasillo. - Jung Dong Kyu como Doctor. - Lee Myung Ha como mujer en el hospital. | - Chun Seok Hyun como empleado del hospital. - Jeon Ki Young como Narrador. - Choi Min Ho como Narrador. - Bae Sung Jae como Lanzador de judo. - Kwon Ji Hoon como jugador japonés. - Mama Daleev Par como jugador turco. - Jo Won Hee como padre de Doo Shik. - Lee Yeon Soo como madre de Doo Shik. - Noh Yeong Hee como una mujer en el vecindario. - Hong Myung Gi como conductor designado. - Kwon Beom Taek como guardia. - Lee Han Ni como Voz del doctor. |

## Producción
La filmación comenzó el 19 de octubre de 2015 en Songpa, Seúl, Corea del Sur y finalizó el 31 de diciembre.

## Banda sonora
| N.º   | Título                   | Artistas                  | Duración |  |
| 1.    | «Don’t Worry»            | Jo Jung Suk, Do Kyung Soo | 4:19     |  |
| 2.    | «Que Hermosa Es La Vida» | Michael Cartwright        | 2:44     |  |
| 3.    | «Toward The World»       | Park In-young             | 0:47     |  |
| 4.    | «Farewell»               | Park In-young             | 2:24     |  |
| 5.    | «The Match»              | Park In-young             | 5:54     |  |
| 6.    | «Oh! Brother»            | Park In-young             | 1:20     |  |
| 7.    | «Phone»                  | Park In-young             | 2:51     |  |
| 20:19 |                          |                           |          |  |

### Posicionamiento en listas
| Título                                     | Mejores posiciones | Ventas        |
| Título                                     | KOR Gaon           | Ventas        |
| ------------------------------------------ | ------------------ | ------------- |
| «Don't Worry» (Jo Jung Suk & Do Kyung Soo) | 100                | - KOR: 19,498 |